# Европоп
Европо́п или евро-по́п — стиль поп-музыки, созданный в Европе в 1970-х годах, с подчёркнутыми легко запоминающимися ритмами, ровной музыкой и простыми текстами. Стиль европоп возглавил вершины хит-парадов в 1980-х и 1990-х годах. Некоторые звёзды этого стиля пришли из Франции, Германии, Италии и Нидерландов; огромное количество — шведы по национальности.
В 1970-х такие группы были главным образом популярны в материковых европейских странах. К началу 1990-х европоп оказал существенное влияние на популярное направление европейской танцевальной музыки — евродэнс. В конце 1980-х — начале 1990-х Roxette и Army of Lovers привели стиль европоп к американским и английским слушателям. Такие успешные поп-проекты 1990-х, как Spice Girls и Backstreet Boys, подверглись серьёзному влиянию европопа.

## Представители направления
- A Touch of Class (ATC)[2]
- ABBA[3][4][5]
- Alphabeat
- Ace of Base[3]
- Alcazar
- Alliage
- Aqua
- Army of Lovers[3]
- Atomic Kitten (Лиз Макклэрнон, Керри Катона и Хэйди Рэйндж)
- Baccara
- Björn Again
- Clea
- DJ BoBo
- E’voke
- East 17
- Franky Gee
- Linda Sundblad
- Lollipop
- M.O.V.E
- Marie Serneholt
- Miranda
- Modern Talking[6]
- Mónica Naranjo[7]
- Nek[8]
- Robyn[3]
- Roxette[3]
- Sibel Redžep
- S.O.A.P.[9]
- Teach-In
- The Wanted

### В России и бывшем СССР
- SHURA
- Hi-Fi
- Revoльvers
- Андрей Державин и группа Сталкер
- Алена Апина
- Аркадий Укупник
- Александр Добрынин
- Борис Моисеев
- Весёлые ребята
- Витас
- Восток
- Андрей Губин
- Вадим Казаченко
- Влад Сташевский
- Вячеслав Добрынин и группа Доктор Шлягер
- Дмитрий Маликов
- Дима Билан
- Демо
- Евгений Белоусов
- Игорь Николаев
- Ирина Аллегрова
- Кабаре-дуэт «Академия»
- Кар-Мэн
- Ласковый Май
- Иванушки International
- Комбинация
- Комиссар
- Лариса Черникова
- Мираж
- Мурат Насыров
- Наталья Ветлицкая
- Натали
- Наташа Королева
- Рок-острова
- Руки Вверх
- Руся
- Светлана Владимирская
- Светлана Лазарева
- Светлана Разина
- Светлана Рерих
- Скрябін
- Татьяна Буланова
- Татьяна Овсиенко
- Теле-Поп-Шоу
- Унесённые ветром
- гр. Фабрика
- Филипп Киркоров
- Фристайл